# Часослов Марии Бургундской
«Часослов Марии Бургундской» (нем. Stundenbuch der Maria von Burgund) — часослов, одна из разновидностей богослужебной книги для мирян, завершённый во Фландрии около 1477 года и хранящийся в настоящее время в Австрийской национальной библиотеке. Вероятно, он была заказан Марией Бургундской, правительницей Бургундских Нидерландов, дочерью Карла Смелого, и на тот момент самой богатой женщиной Европы. Никаких сведений о работе над её заказом в архивах не сохранилось. Однако, о том, что книга была заказана для Марии, свидетельствуют окончания женского рода в некоторых молитвах и повторяющиеся по всей книге пары золотых гербовых щитов, указывающие на то, что она была подготовлена к предстоящему браку.
Книга состоит из 187 листов размером 225 на 150 мм. Часослов состоит из католической Литургии часов, 24 календарных композиций, 20 полностраничных миниатюр и 16 иллюстраций форматом в четверть страницы. 
Изготовление часослова началось около 1477 года. Его украшают миниатюры нескольких художников, главным из которых был неизвестный, но влиятельный иллюминатор, известный как Мастер Марии Бургундской, который снабдил книгу наиболее тщательно проработанными иллюстрациями и орнаментами. Другие миниатюры, относящиеся к более архаичной традиции, были выполнены Симоном Мармионом, Виллемом Врелантом и Ливеном ван Латемом. Большая часть каллиграфии в часослове приписывается Николасу Спиринку.

## Миниатюра «Мария Бургундская в церкви и Дева Мария»

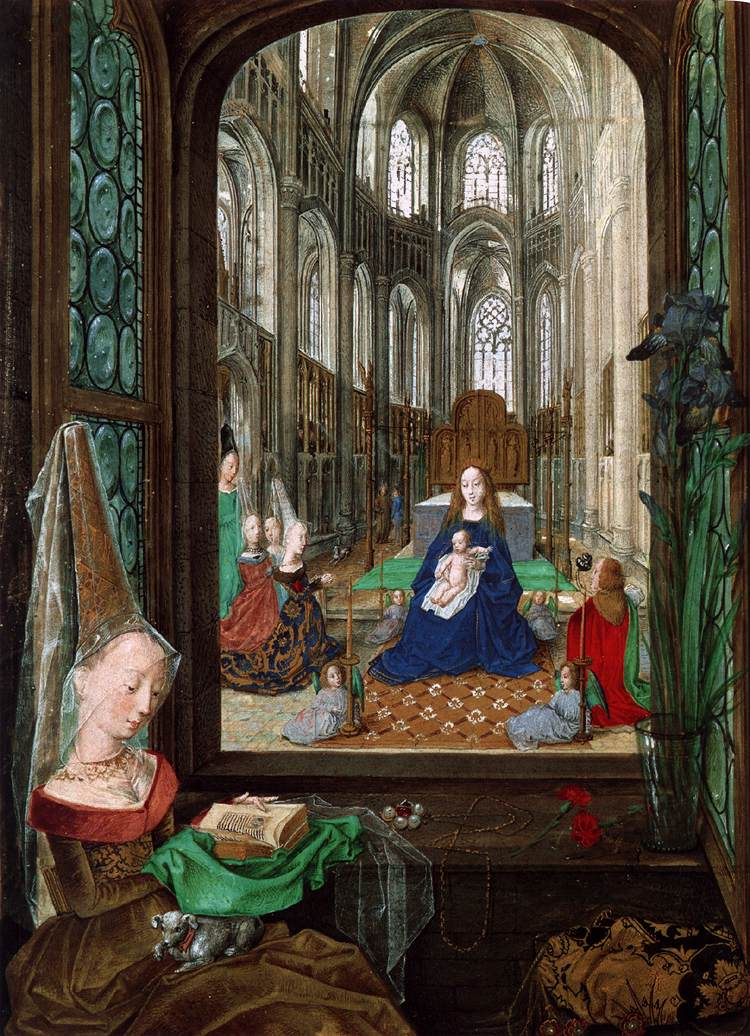
Миниатюра «Мария Бургундская в церкви и Дева Мария».

Часослов Марии Бургундской особенно известен благодаря миниатюре «Мария Бургундская в церкви и Дева Мария».  На полностраничной миниатюре изображена женщина (Мария Бургундская, заказчица часослова), сидящая у открытого окна с видом на хоры готической церкви. Она сидит в кресле с часословом в руках, на коленях у неё собака, а рядом с ней на оконном карнизе — вуаль, золотое ожерелье с подвеской из драгоценных камней, гвоздики и ваза с ирисами. Под вазой — вышитая золотом подушечка. Вуаль могла символизировать добродетель, а красные гвоздики часто использовались как символы любви.
На Марии Бургундской — платье из золотисто-коричневого бархата и остроконечная шляпа с вуалью. Она очень бережно держит свой молитвенник: одна рука скрыта под переплётом, выполненном в виде футляра, а палец другой осторожно указывает на страницу, на которой книга открыта. На открытой странице хорошо видна буква «О», поэтому можно предположить, что она читает молитву «Obsecro te».
В церкви позади находится группа, которая возможно была задумана как иллюстрация к молитве. Перед алтарём восседает на троне Дева Мария с Младенцем в синих одеждах. По углам ковра, на котором стоит кресло, сидят четыре ангела со свечами. Слева перед Богородицей на коленях стоит дама с тремя спутницами. Это может быть и Мария Бургундская, только здесь она одета в золотую парчу. Справа находится молодой человек с кадильницей. Этот юноша может быть мужем Марии, Максимилианом Австрийским. Однако его герб и инициалы отсутствуют. Миниатюра не содержит текста.
На соседней странице начинается молитва «Семь радостей Марии», приписываемая святому Томасу (Фоме) Бекету. Таким образом, на миниатюре  совмещаются два сюжета: впереди — реальный портрет заказчицы в интерьере, позади — благочестивое видение в храме на тему молитвы.
Тот, кто изобразил читающую даму в «Часослове Марии», был искусным мастером, внёсшим новые идеи в книжную иллюминацию. Именно он придумал тему «вид из окна», которая добавила новое ощущение пространства в единое целое миниатюры. Поверхность пергамента становится окном, из которого открывается панорама вдаль, а рамка служит обрамлением. Эта живописная попытка оптической иллюзии уводит от двухмерного мира готики в будущее, где художников все больше волновали проблемы света, перспективы и оптически точного отображения объекта в пространстве.

## Исполнение

Лист 33. Евангелист Марк.

Часослов Марии Бургундской — это (по крайней мере, частично) траурный часослов, который начал создаваться в связи с гибелью её отца, Карла Смелого. На первых тридцати четырёх страницах текст написан золотом и серебром на чёрных полях, окруженных цветными обрамлениями, нанесёнными на белый фон пергамента. Можно предположить, что после смерти её отца должна была быть создана траурная книга, образцом для которой мог послужить Чёрный часослов Карла Смелого.
Однако Часослов Марии Бургундской не был продолжен так, как это, видимо, сперва предполагалось. Поскольку, в силу гибели герцога Карла, положение Бургундии стало шатким, принцессу поспешно начали готовить к свадьбе с эрцгерцога Максимилианом  Австрийским. Соответственно этому изменилась и стилистика часослова: из «чёрного» он превратился в «белый», из траурного — в свадебный. Начиная с листа 35 и далее текст и орнаменты изображены на белом фоне. Историк искусства Антуан де Шрайвер утверждает, что смена цели и необходимость завершить работу к дате свадьбы в августе 1477 года объясняют, почему к работе было привлечено так много разных художников.

## Атрибуция
Часослов является крупным произведением Мастера Марии Бургундской, работавшему во Фландрии в 1469-1483 годах, который оформил этот часослов, а также, возможно, другой — «Берлинский Часослов Марии Бургундской и императора Максимилиана». 
Об идентификации анонимного художника было высказано много предположений. Среди других, предлагались кандидатуры Филиппа Мазероллеса, Александра Бенинга, Николаса ван дер Госа (брата более известного Хуго ван дер Госа) и Класа или Николаса Шпиренков. В комментариях к факсимильному  изданию 1969 года Антуан ван Шрив отстаивал авторство Николаса Шпиренка, Клааса Шпиренка и Ливена ван Латема. Последние двое пользовались большим уважением Карла Смелого, для которого они совместно создали «Малый часослов герцога Беррийского».

## Провенанс
Матиас, император Священной Римской империи, приобрёл книгу около 1580 года. Она исчезла после его смерти в 1619 году. Предполагается, что она была приобретена Австрийской национальной библиотекой в Вене около 1721-27 гг. В 1809 году библиотека была разграблена наполеоновскими войсками, а книга вывезена в Париж. Она была возвращена в Вену в 1815 году, после поражения Наполеона в битве при Ватерлоо. С тех пор часослов вновь хранится в Австрийской национальной библиотеке под названием «Codex Vindobonensis 1857».

## Страницы из Часослова (галерея)

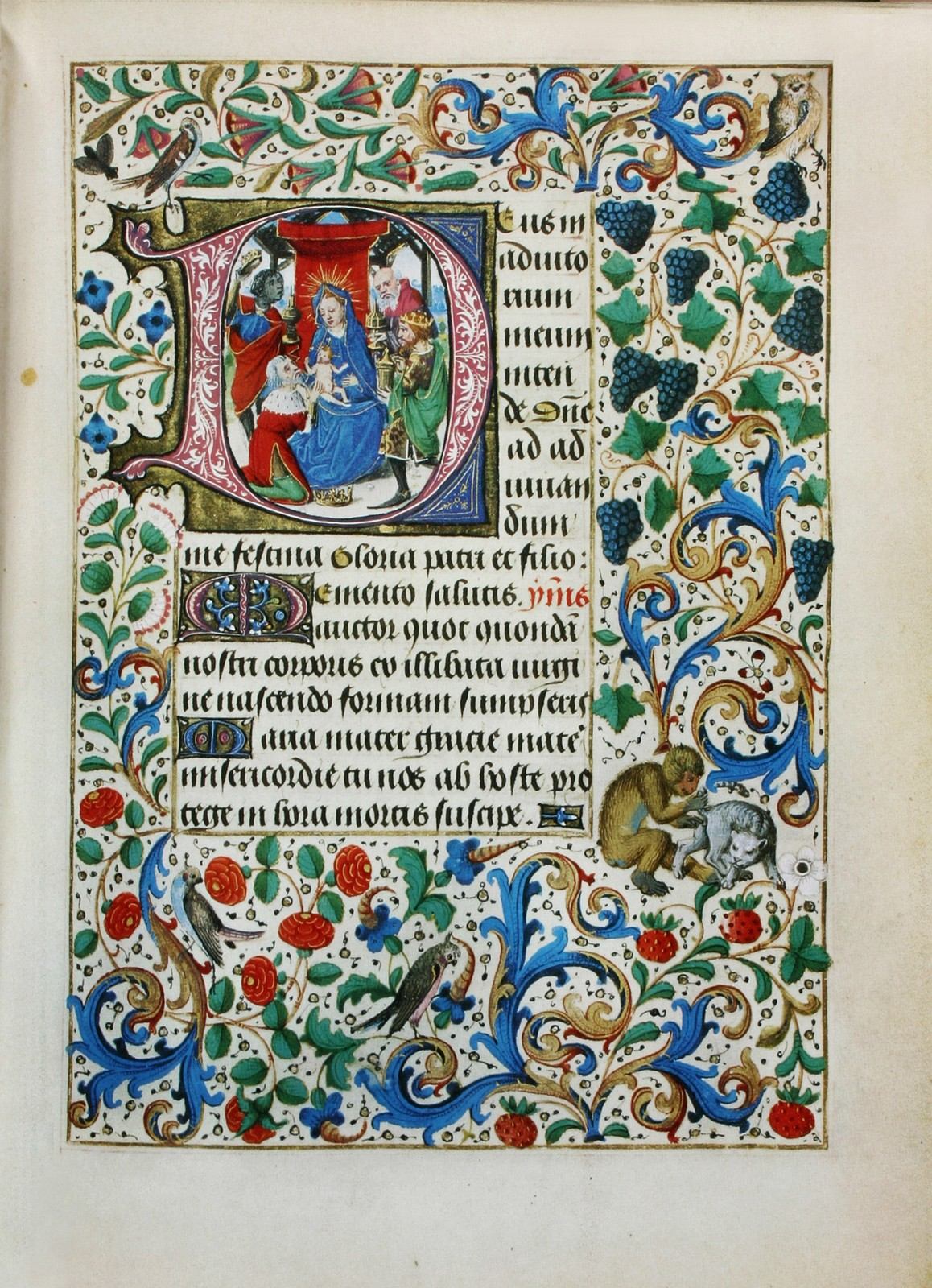
Поклонение волхвов
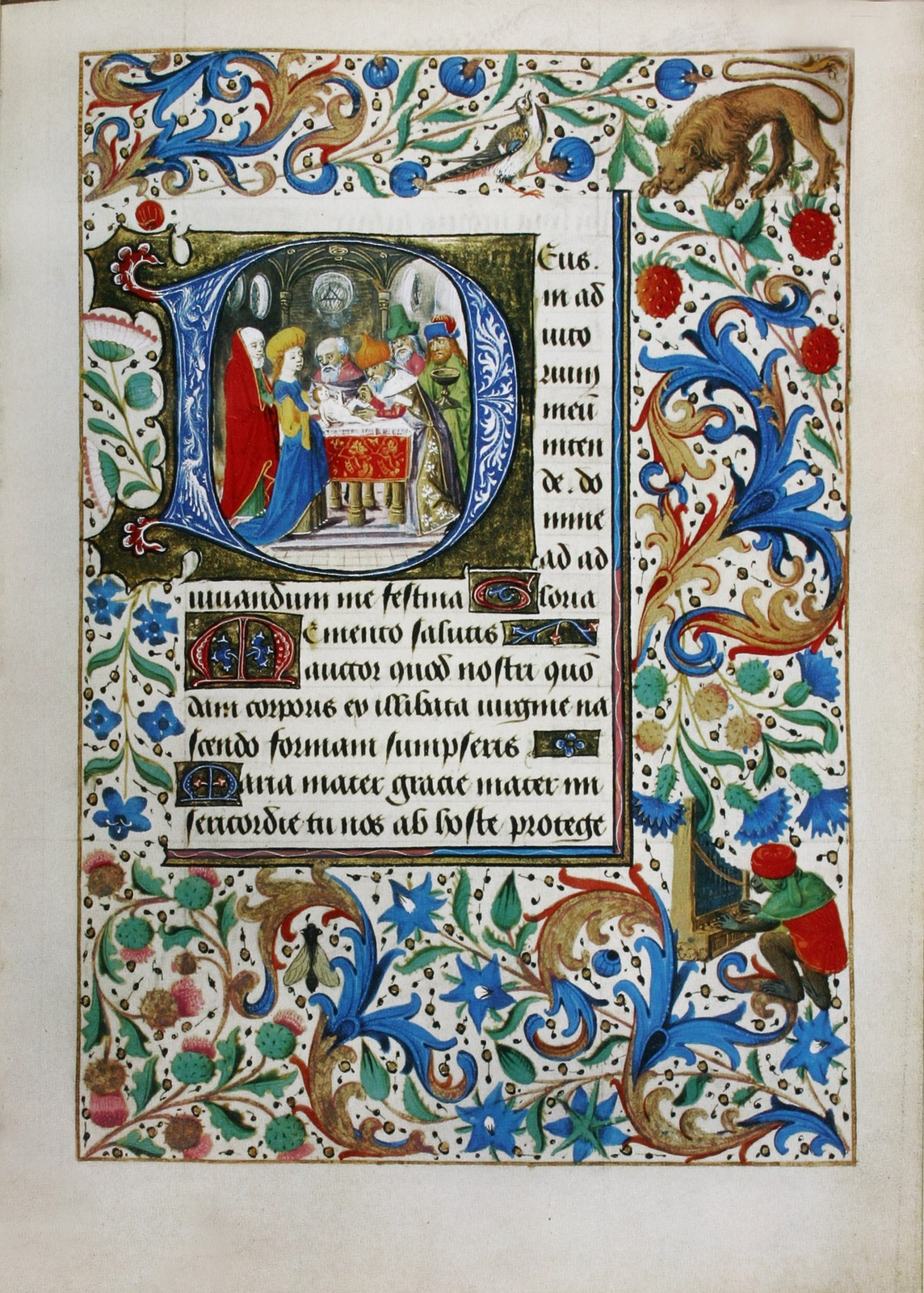
Страсти Христовы.
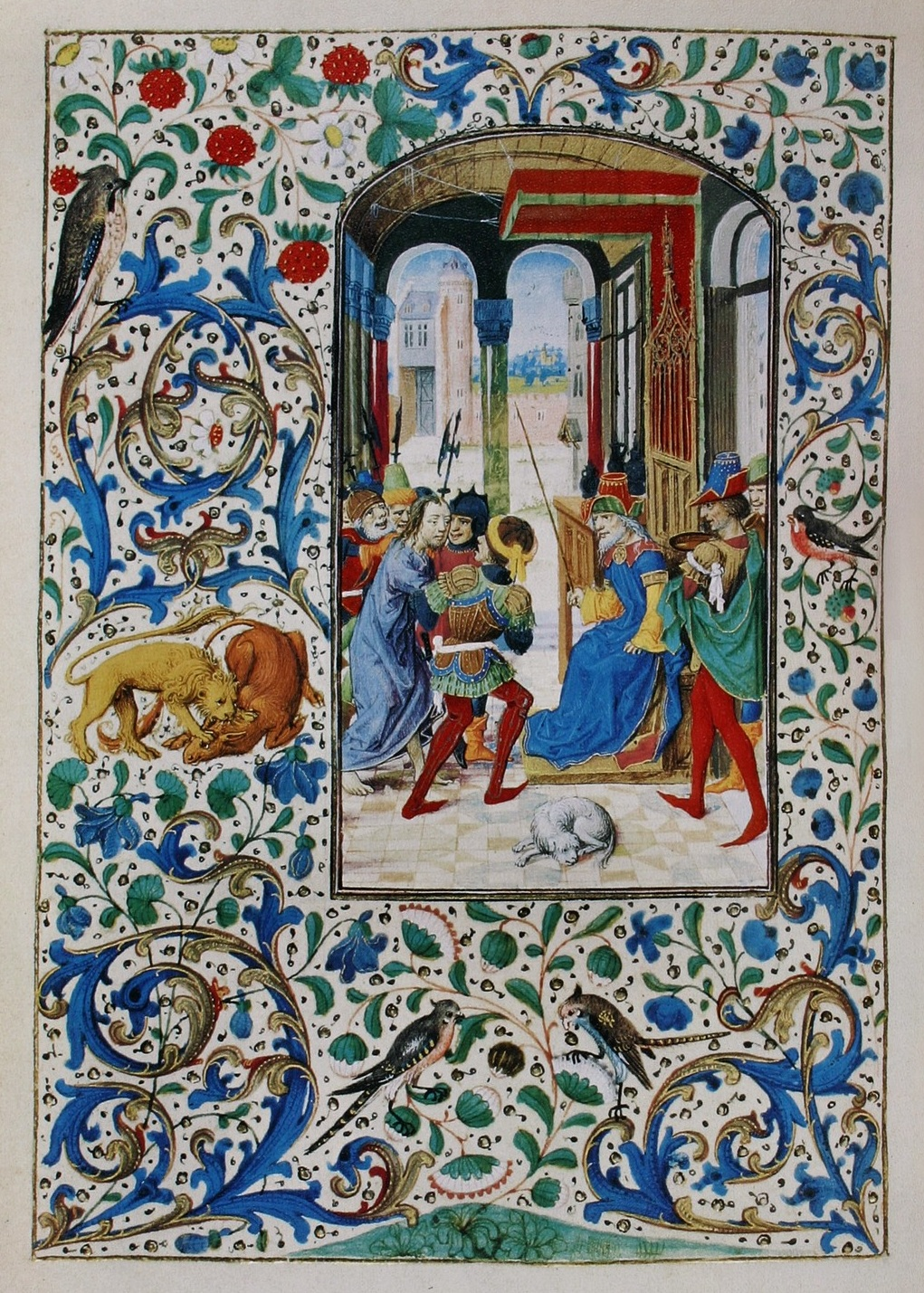
Хритос перед Пилатом.
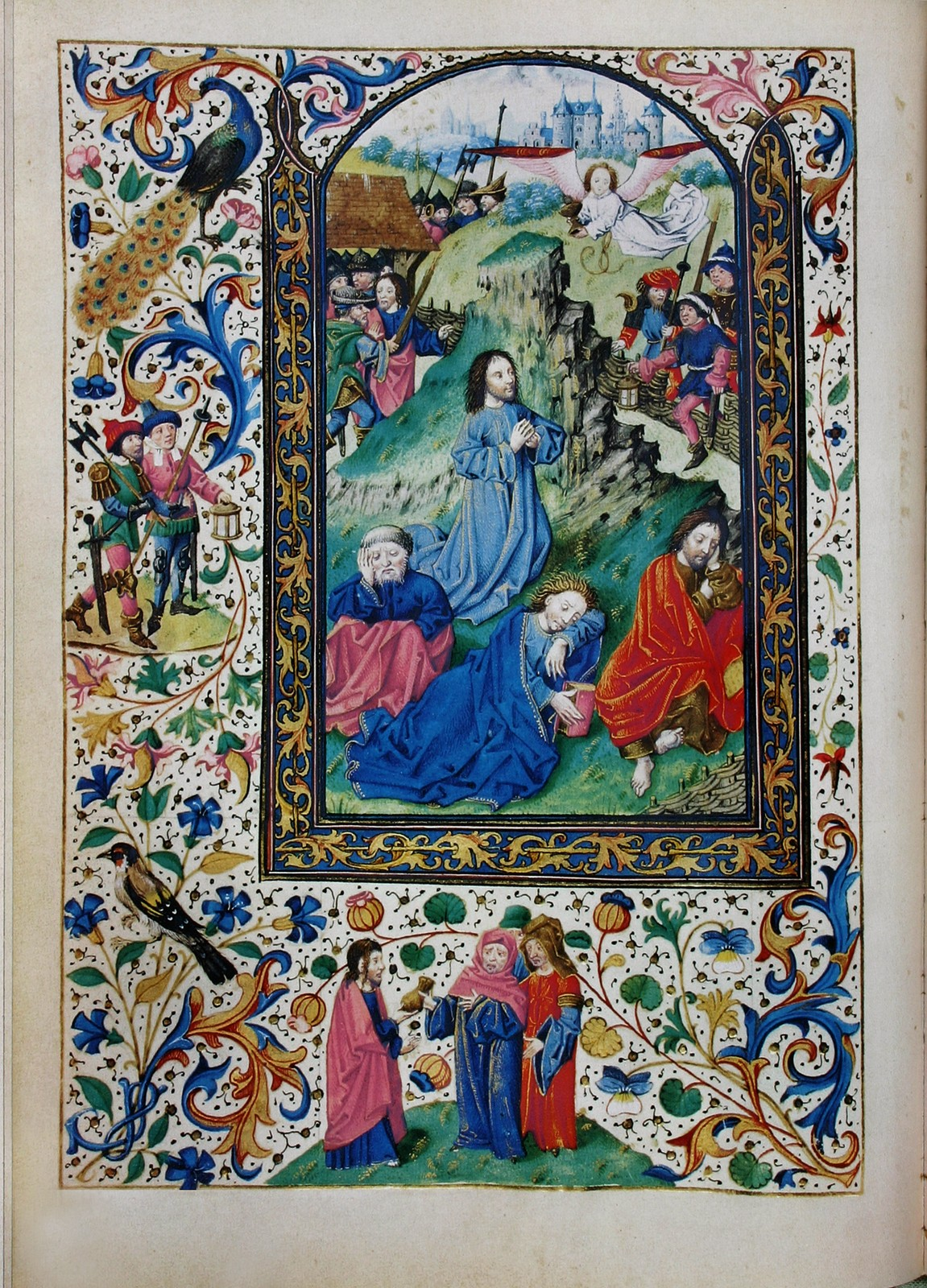
Моление о чаше.
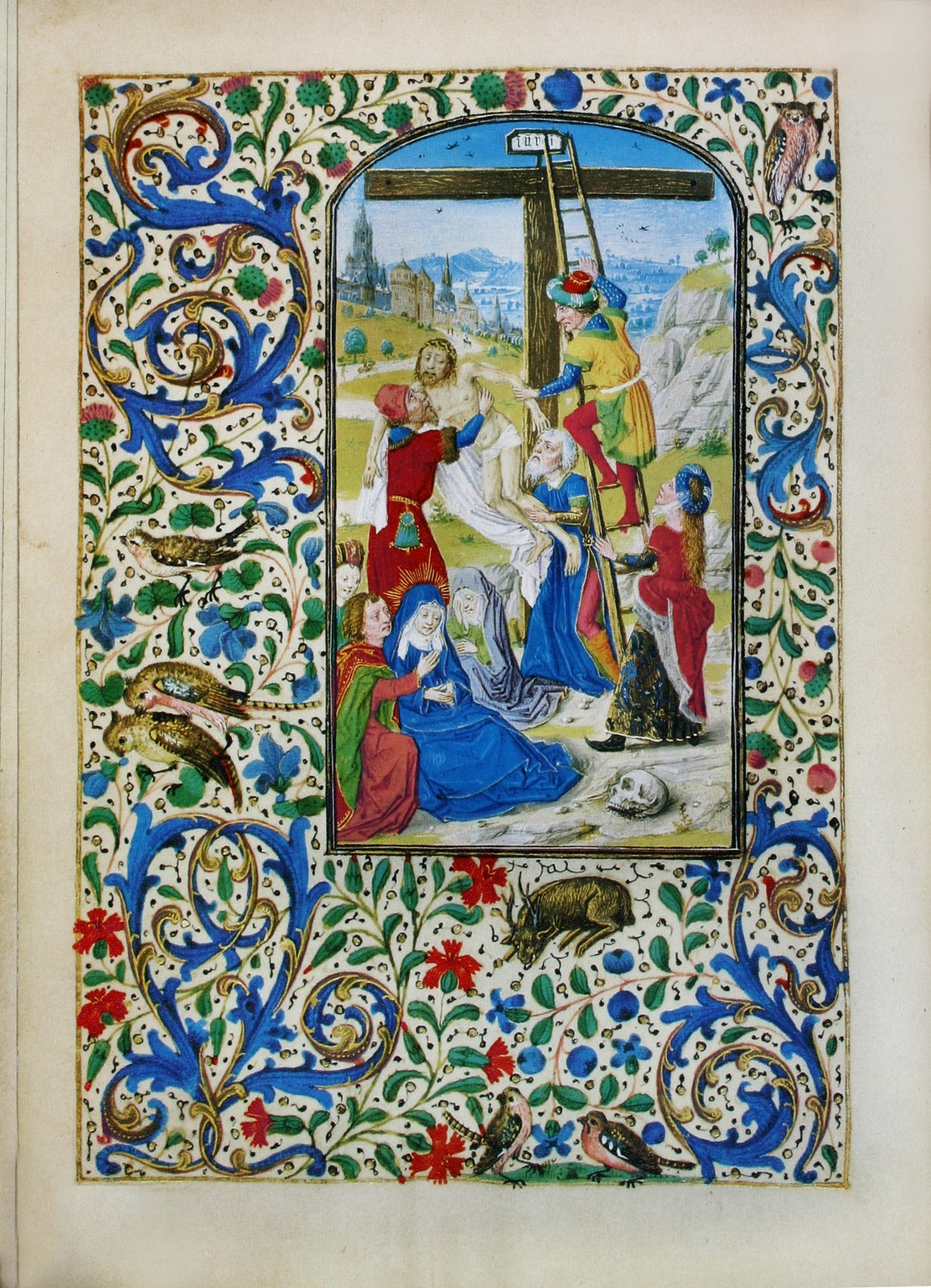
Снятие с креста.
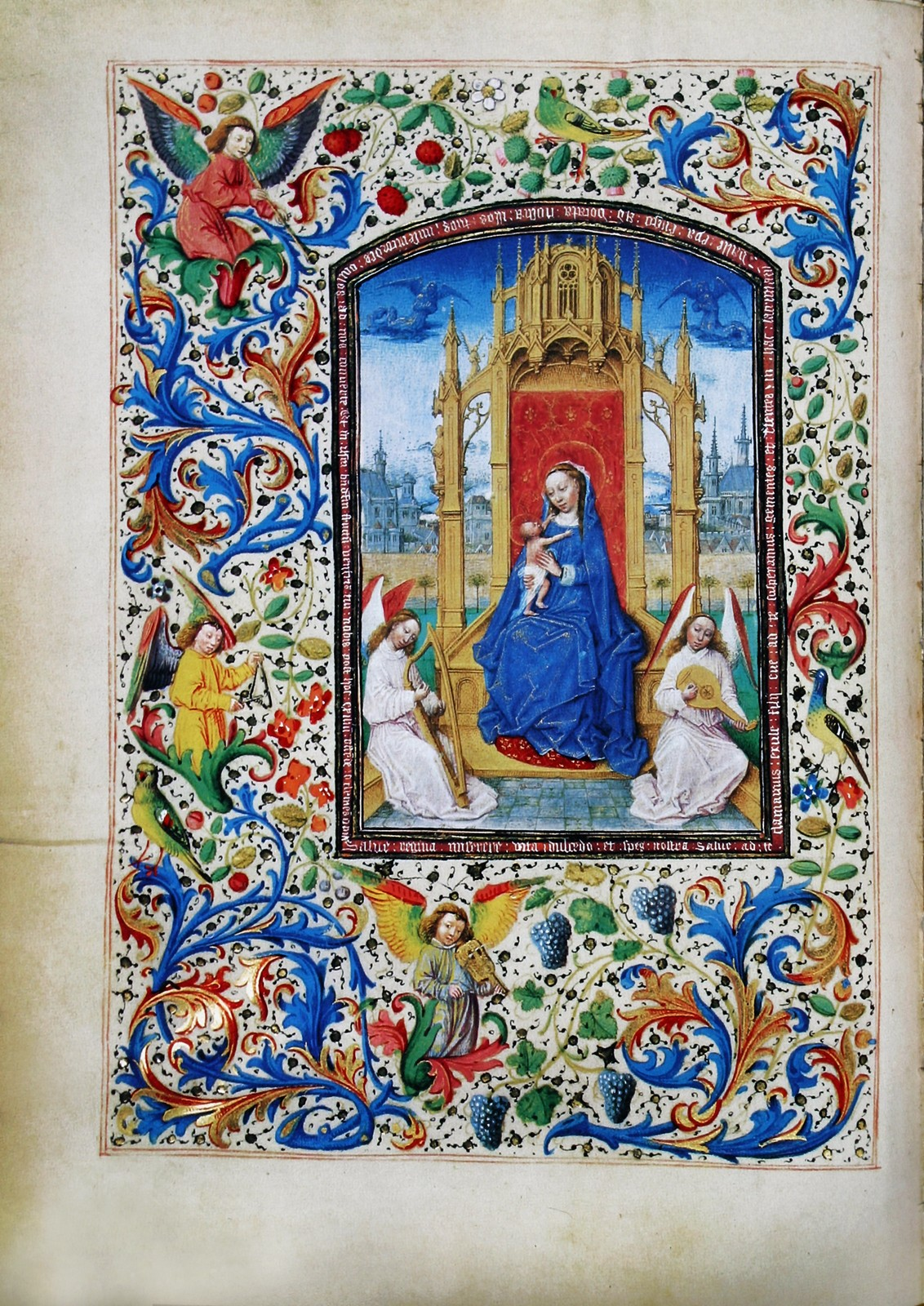
Мадонна с младенцем и ангелами.
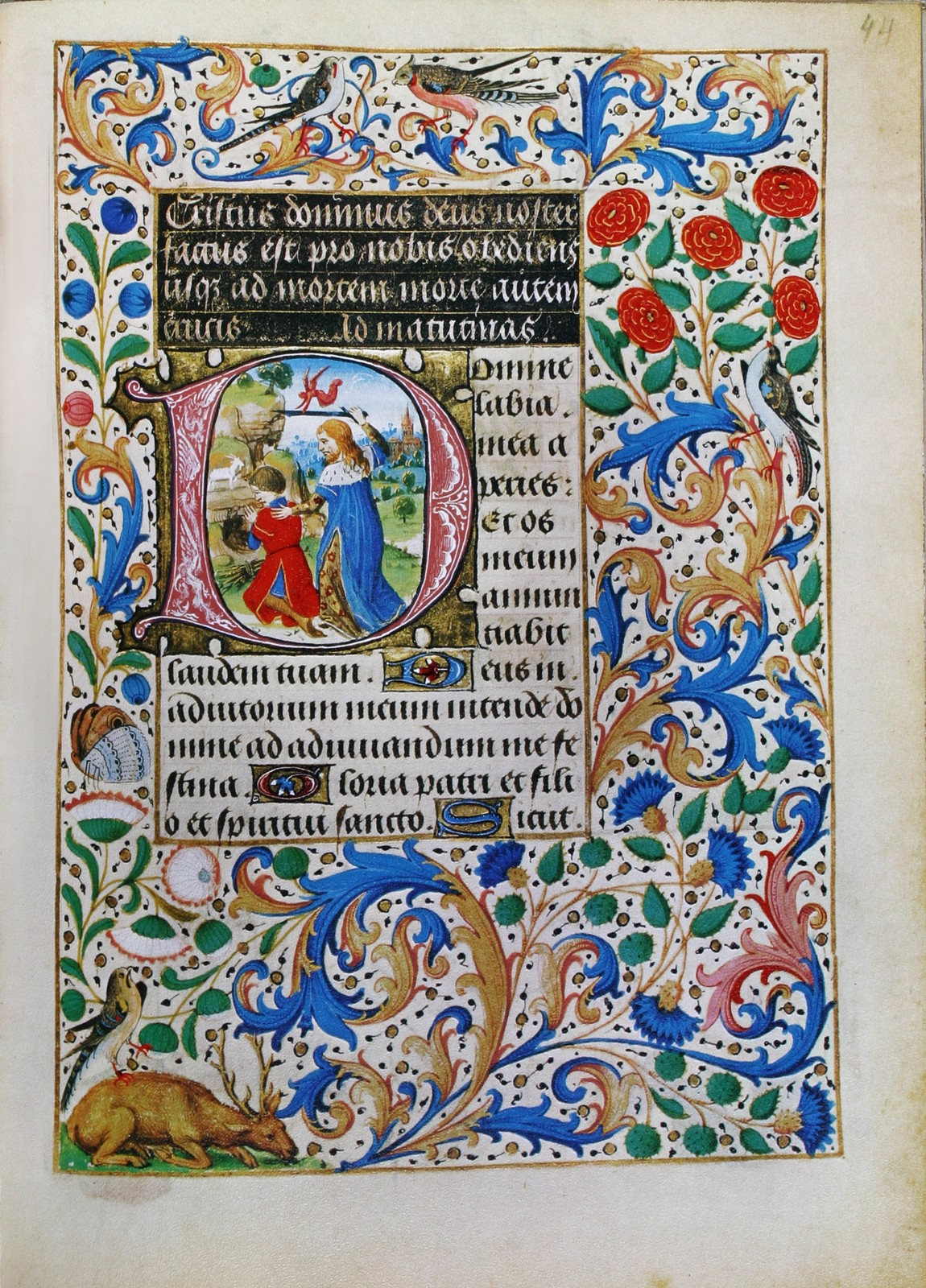
Жертвоприношение Исаака.
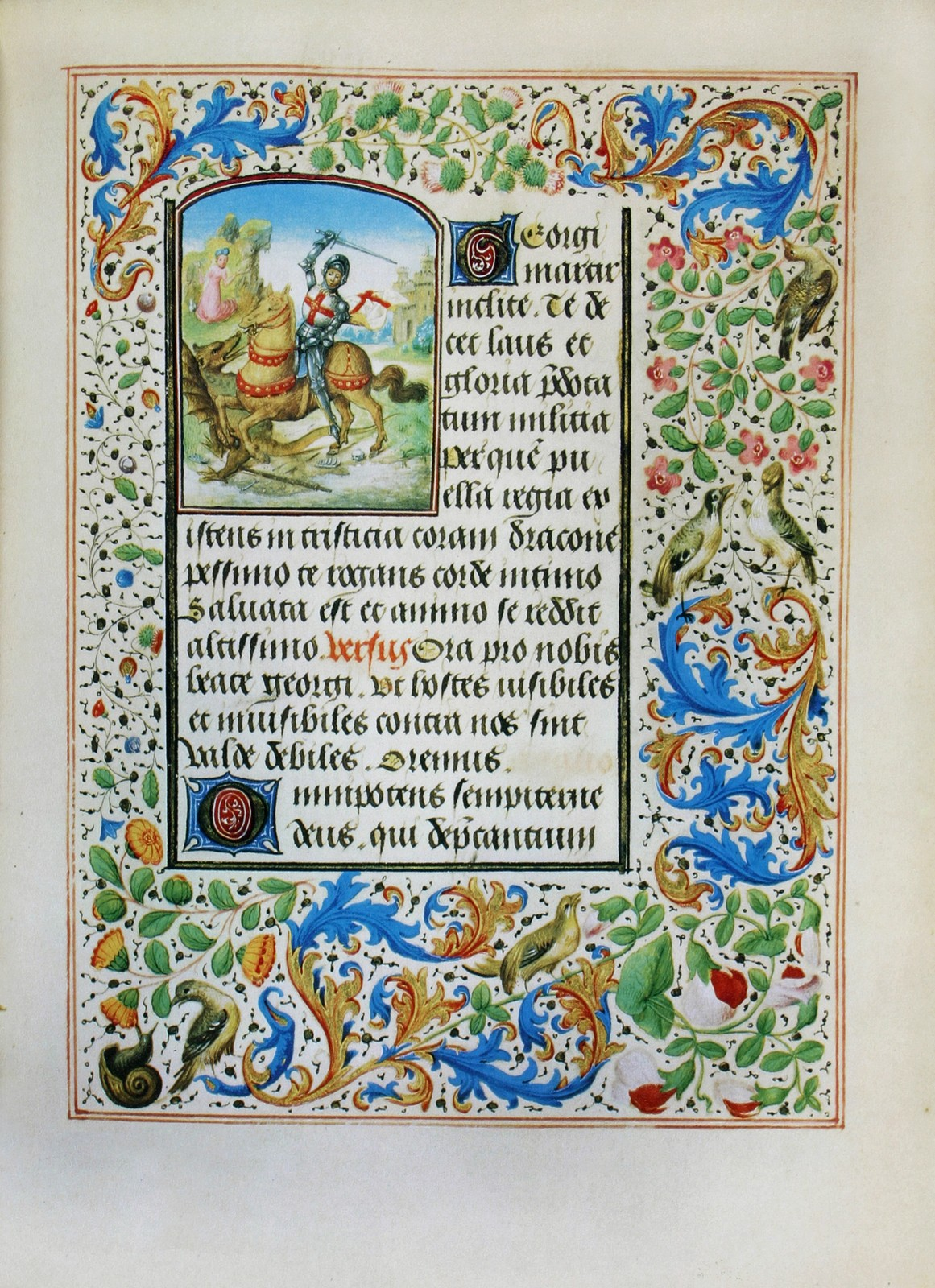
Святой Георгий и дракон.
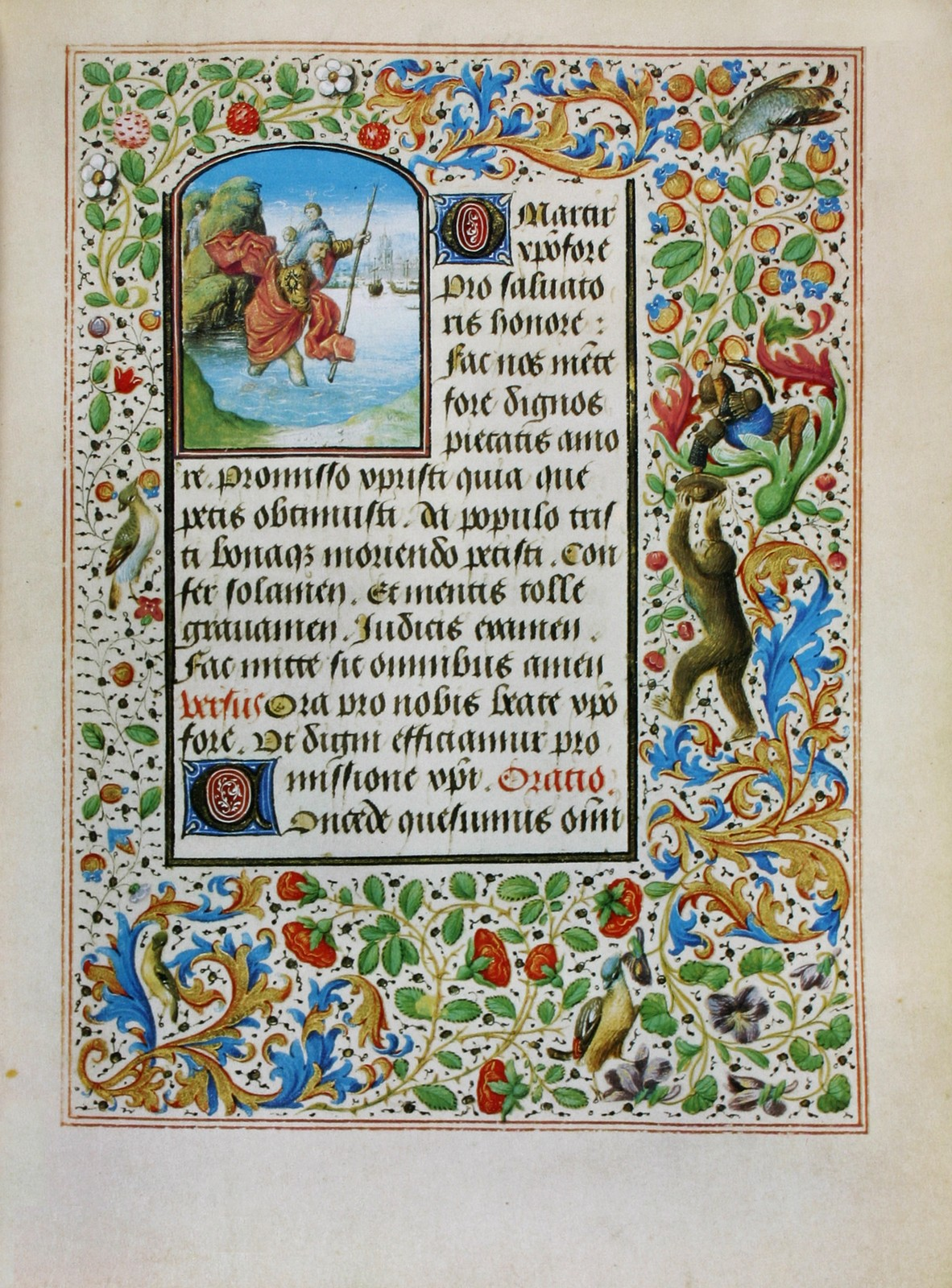
Святой Христофор.
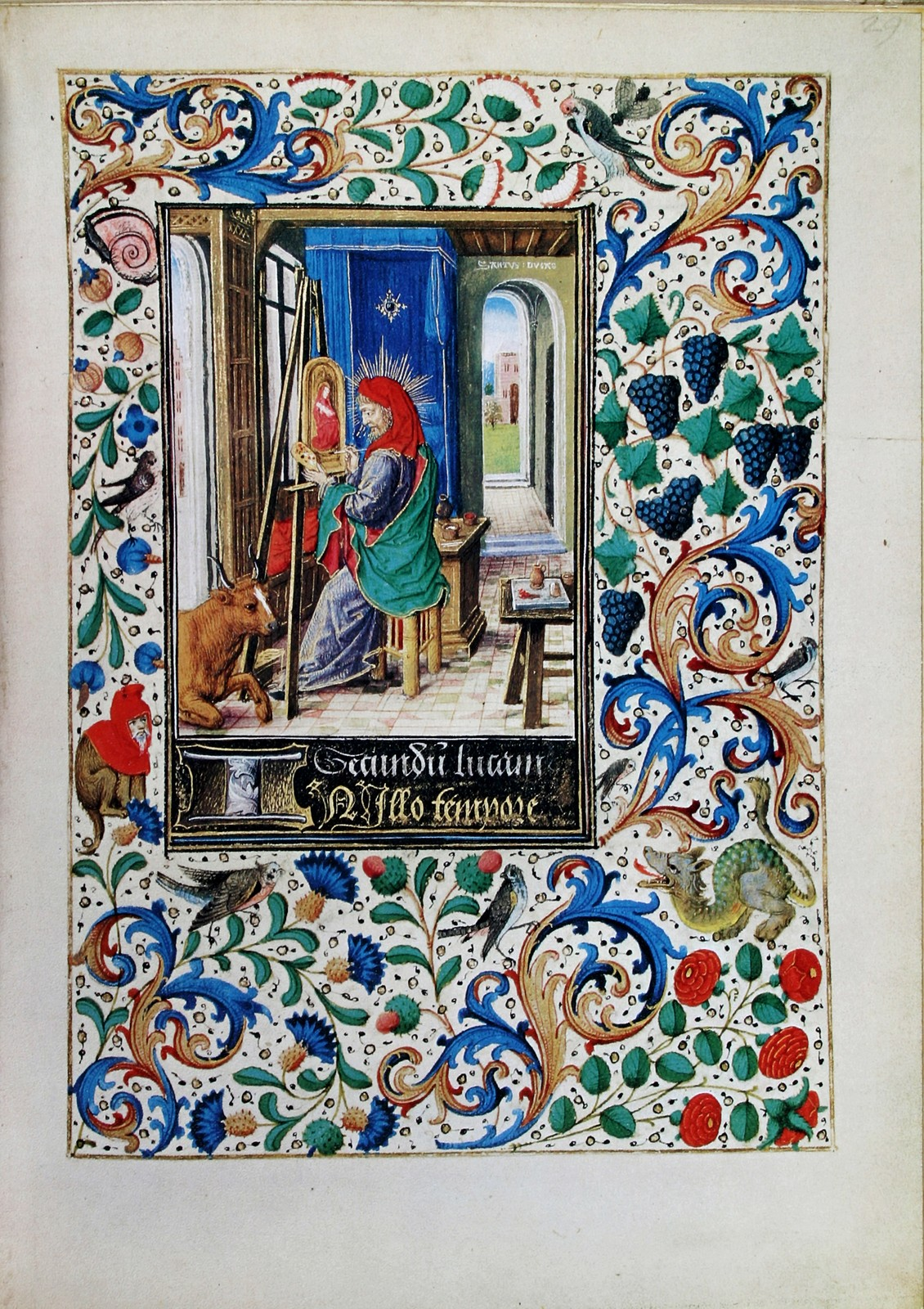
Евангелист Лука.
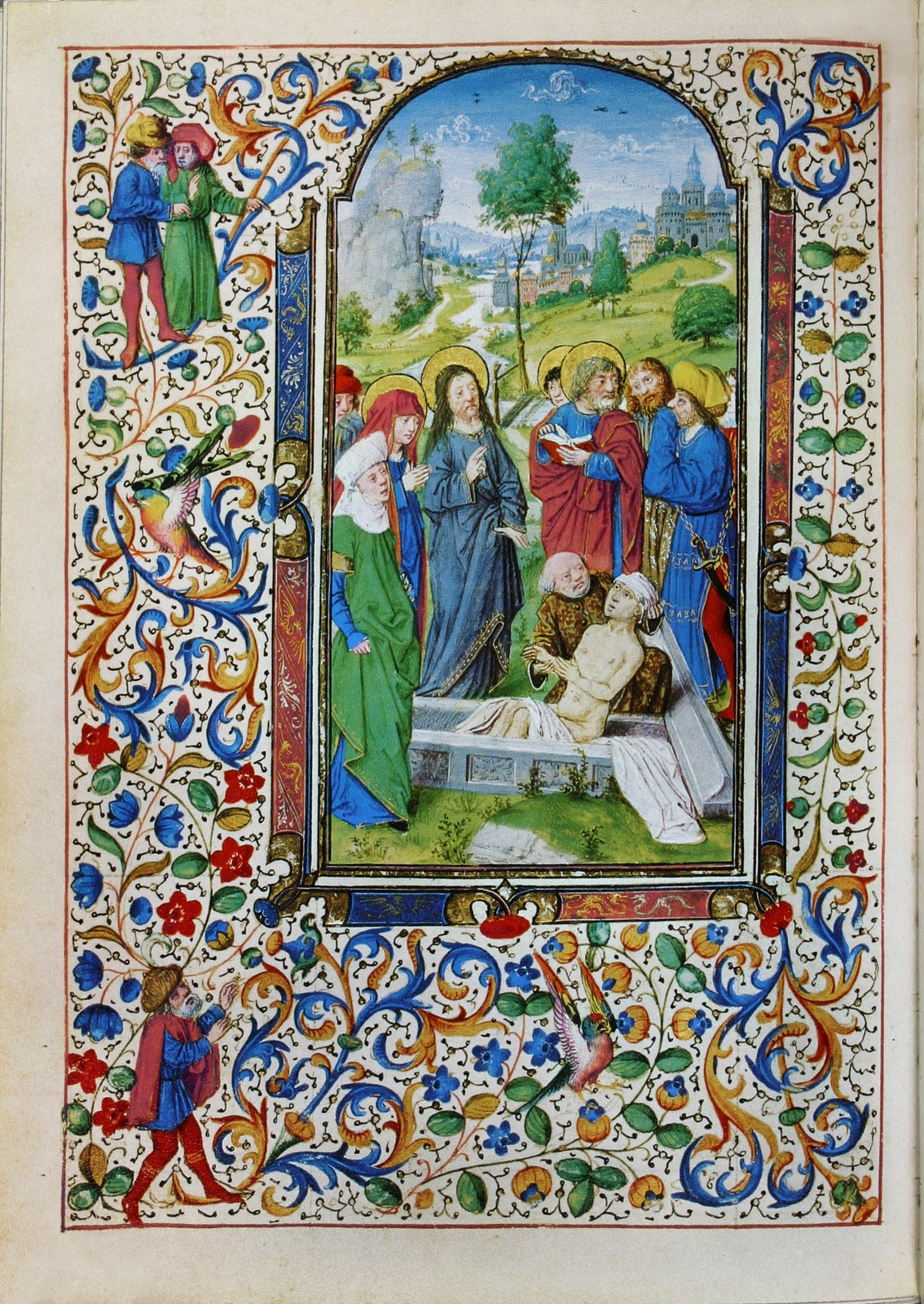
Воскрешение Лазаря.